# Paecilaema trisegmentatum
Paecilaema trisegmentatum is een hooiwagen uit de familie Cosmetidae.